# Brexit en la cultura popular
Brexit es el término comúnmente utilizado para referirse a la salida del Reino Unido de la Unión Europea el 31 de enero de 2020, que resultó de un referéndum el 23 de junio de 2016. Este artículo detalla la respuesta mayoritariamente crítica a esta decisión en las artes visuales, las novelas, el teatro y el cine.

## Antecedentes
El 23 de junio de 2016 se realizó el Referéndum sobre la permanencia del Reino Unido en la Unión Europea, en el cual la opción de Salir de la UE (brexit) gana con un 51.9 % mientras que Continuar en la UE obtiene un 48.1 %, sin embargo, en Escocia, Irlanda del Norte y Gibraltar además de la mayoría de Londres, predominó la opción de la permanencia. Tras los resultados del referéndum, el primer ministro David Cameron anunció su dimisión del cargo, así, el 13 de julio del mismo año, Theresa May asumió el cargo en su reemplazo. Cameron argumentó que un liderazgo fresco debe llevar al país a la opción elegida en la votación.

## Respuestas

### En las artes visuales

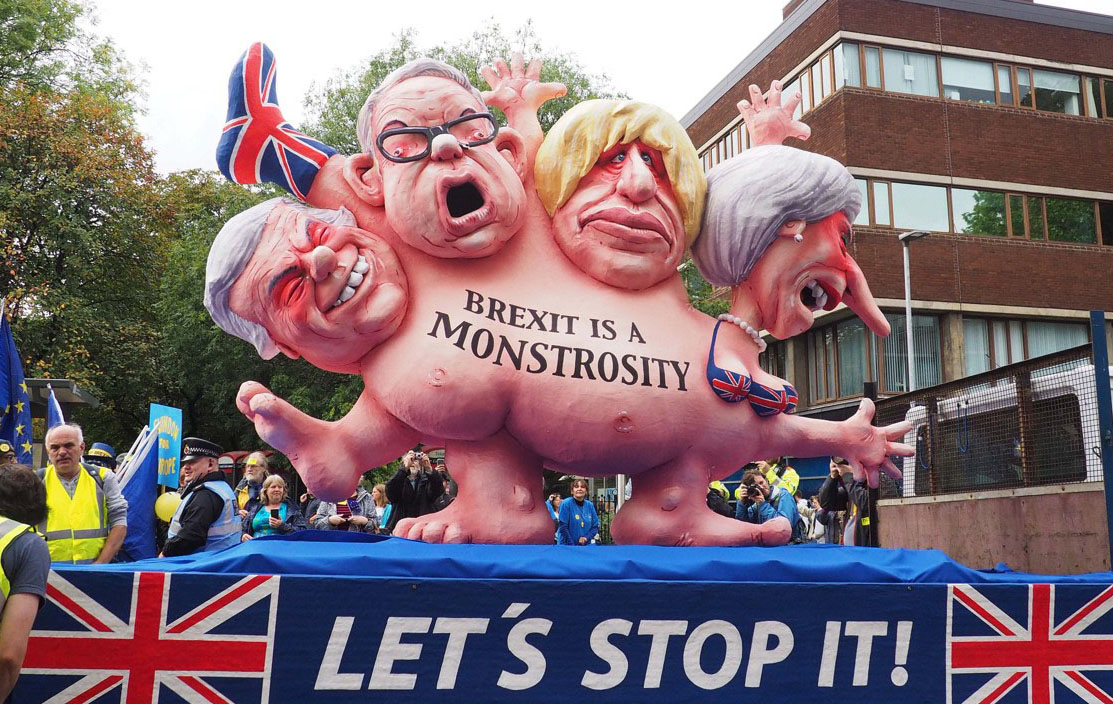
Protesta anti-Brexit en la ciudad de Mánchester.

Entre las reacciones de los artistas visuales al Brexit se encuentra un mural pintado en mayo de 2017 por el reservado grafitero Banksy cerca del puerto de ferries de Dover, en el sur de Inglaterra. Muestra a un obrero usando un cincel para arrancar una de las estrellas de la bandera de la Unión Europea. En agosto de 2019, se descubrió que el mural había sido pintado con pintura blanca y cubierto por andamios.
En su exposición de arte de 2017 en la Serpentine Gallery de Londres, el artista Grayson Perry presentó una serie de cerámicas, tapices y otras obras de arte que abordaban las divisiones en Gran Bretaña durante la campaña del Brexit y sus consecuencias. Esto incluía dos grandes jarrones de cerámica, llamados por Perry sus Jarrones del Brexit, colocados sobre pedestales separados por tres metros. En el primero se mostraban escenas de ciudadanos británicos proeuropeos, y en el segundo, escenas de ciudadanos británicos antieuropeos. Estas obras se derivaban de lo que Perry llamó su «gira por Gran Bretaña en relación con el Brexit».
En 2019, The Guardian encargó a Anish Kapoor una obra de arte en respuesta al clima político en torno al Brexit. La obra de Kapoor, titulada A Brexit, A Broxit, We All Fall Down, presentaba una imagen de Gran Bretaña con «una sangrienta corriente que se extendía desde Glasgow hasta la costa sur».
Jason deCaires Taylor instaló una obra de arte titulada Pride of Brexit al pie de los Acantilados de Dover en 2019. Consistía en tres leones, símbolo nacional, «demacrados y exhaustos» tumbados en la arena. Taylor afirmó que su propósito era ser «un monumento a uno de los acontecimientos más antipatrióticos que Gran Bretaña haya presenciado jamás». Posteriormente, fueron reinstalados en el dique del Támesis, frente al Palacio de Westminster.
El artista Clemens Wilhelm recibió un encargo de la organización artística escocesa Deveron Projects para conmemorar la salida del Reino Unido de la UE. Su salix babylonica, el Brexit Tree («Arbol del Brexit»), se plantaría el día en que el Reino Unido abandonó la UE como «símbolo de pérdida y sanación». Se plantó el 31 de enero de 2020 en una ceremonia que contó con la participación de Richard DeMarco y AL Kennedy. Una película del proyecto se estrenará en enero de 2021.

### En las novelas
La Gran Bretaña post-Brexit es el escenario de The Lie of the Land (publicada el 13 de junio de 2017) de Amanda Craig, una novela satírica ambientada diez años después de la votación a favor de abandonar la Unión Europea, en la que una pareja de clase media empobrecida de Islington, en el norte de Londres, se ve obligada a mudarse del corazón de la capital pro-Unión Europea al corazón de la campiña pro-Brexit en Devon.
El Brexit también es el tema central del thriller político cómico de Douglas Board, Time of Lies (publicado el 23 de junio de 2017). En esta novela, las primeras elecciones generales posteriores al Brexit de 2020 las gana un violento exjugador de fútbol de derecha llamado Bob Grant. Board describe la respuesta de la hasta entonces élite política metropolitana, pro-Unión Europea.
Kompromat de Stanley Johnson (publicado el 23 de julio de 2017) es un thriller político que sugiere que el voto a favor de abandonar la Unión Europea fue resultado de la influencia rusa en el referéndum, aunque Johnson ha insistido en que su libro no pretende señalar a los servicios secretos rusos, sino que «solo pretende ser divertido».

### En el teatro
En junio de 2017, el National Theatre presentó una obra de Carol Ann Duffy titulada My Country; a work in progress. Esta obra alegórica utiliza el recurso de una convención convocada por la diosa Britannia, preocupada por el futuro del pueblo británico. La obra se diferencia de algunas propuestas artísticas en que Duffy y el teatro basaron las actitudes de los personajes en escena, en parte, en las respuestas a entrevistas realizadas por las oficinas regionales de los Consejos de las Artes del Reino Unido a ciudadanos comunes, pero excluyendo las respuestas de Londres y el sureste de Inglaterra, donde la mayoría de la gente votó en contra de abandonar la Unión Europea. Como resultado, según Dominic Cavendish, en un artículo del Daily Telegraph, «el sesgo se inclina hacia el Brexit».

### En el cine y televisión
En 2016, el director de televisión Martin Durkin escribió y dirigió un documental de 81 minutos titulado Brexit: The Movie, que abogaba por la salida del Reino Unido de la Unión Europea. La película fue producida por la productora Wag TV con un presupuesto de 300.000 libras esterlinas. Los costes de producción se financiaron principalmente mediante financiación colectiva a través de Kickstarter, junto con una contribución de 50.000 libras esterlinas del fondo de cobertura Spitfire Capital. En mayo de 2016, la película se estrenó en Leicester Square, con la asistencia de figuras destacadas como Nigel Farage y David Davis (quien posteriormente se convirtió en Secretario de Estado para la Salida de la Unión Europea).
En 2018 se estrenó un documental titulado Postcards from the 48%, descrito en su sitio web como: «Un documental realizado por y protagonizado por quienes votaron por la permanencia, el 48%, para mostrar a los otros 27 Estados miembros de la UE que no fue una victoria aplastante y por qué luchamos por seguir formando parte de la UE». Una reseña del sitio web Shadows on the Wall lo describió como «una exploración exhaustiva y objetiva del tema, que aborda el referéndum, sus ramificaciones y cómo el voto dividido ha fracturado a la sociedad británica».

### En los videojuegos
En el simulador de gestión de fútbol Football Manager 2017 y su sucesor, Football Manager 2018, el Brexit es un evento dentro del juego. Existen múltiples resultados posibles, determinados por el azar, que reflejan tanto un «Brexit suave» como un «Brexit duro». Las consecuencias de un Brexit duro son, entre otras, que los futbolistas de la UE necesiten un visado de trabajo para jugar en equipos ingleses.
Not Tonight es un juego de rol ambientado en una línea temporal alternativa poco después del Brexit. El jugador asume el papel de un inmigrante nacido en Europa que debe sobrevivir bajo un gobierno británico de extrema derecha para evitar la deportación.
Pokémon espada y Pokémon escudo se ambienta en una región inspirada en el Reino Unido. Cuando se anunció que varios Pokémon introducidos en juegos anteriores no podrían obtenerse en esta entrega, los fans comenzaron a protestar por la decisión y la llamaron «Dexit».

### En la música
En noviembre de 2018, The Good, the Bad & the Queen lanzó Merrie Land, que reflexiona sobre la relación angloeuropea y la importancia de ser británico durante el preludio del Brexit. La letra se complementa con líneas de bajo ágiles, una guitarra sencilla y una batería intrincada, que contribuyen a la atmósfera sonora oscura general del álbum.
Los Breunion Boys son una boy band holandesa creada en respuesta al Brexit. La canción debut del grupo, «Britain Come Back», se lanzó en diciembre de 2018.
En marzo de 2020, Riz Ahmed, actor y miembro del dúo de rap Swet Shop Boys, lanzó su primer álbum en solitario, The Long Goodbye. Se ha descrito como un «álbum conceptual que replantea la relación del Reino Unido con los británicos-asiáticos como una historia de amor «tóxica y abusiva» que ha llegado a su punto álgido tras el Brexit y el auge de la extrema derecha». Es el álbum de ruptura por excelencia, salvo que el bagaje de la ruptura es «el peso del trauma colonial» y que la exnovia Britney sustituye a «Britannia».